# Demokratyczna Republika Konga na Letnich Igrzyskach Olimpijskich 2008
Demokratyczną Republikę Konga na Letnich Igrzyskach Olimpijskich 2008 reprezentowało 5 zawodników w 4 dyscyplinach. Włączając trenerów i sędziów sportowych reprezentacja kraju liczyła 29 osób.
Był to 8. występ reprezentacji Demokratycznej Republiki Konga na letnich igrzyskach olimpijskich (w tym 4 razy jako Zair).

## Reprezentanci

### Boks
Mężczyzna
- Herry Saliku Biembe - waga średnia (do 75 kg), odpadł w 1/16 finału

### Judo
Mężczyzna
- Lundoloki Kibanza - kategoria do 73 kg, odpadł w 1/16 finału

### Lekkoatletyka
Mężczyzna
- Gary Kikaya - bieg na 400 m, odpadł w półfinale (10. miejsce)[2]

Kobieta
- Franka Magali - bieg na 100 m, odpadła w pierwszej rundzie (65. czas, 8. miejsce w biegu nr 8)[3]

### Pływanie
Mężczyzna
- Stany Kempompo Ngangola - 50 m stylem dowolnym, odpadł w rundzie kwalifikacyjnej (97. czas, 6. miejsce w wyścigu nr 2)